# Erling Larsen
Erling Larsen, född 1948, är en sångare och skådespelare.
Han har varit verksam vid Folkoperan, i föreställningar som Jeppe/Den grymma komedin, La traviata, La Bohème, Figaros bröllop, Marie Antoinette, Kärleken till de tre apelsinerna, Lilla Carmen, Carmen, Hemsöborna, Oidipus, Läderlappen, Lilla Hoffmann, Hoffmans äventyr, Turandot, Madama Butterfly, Aida, Det finns ingen krokodil under min säng har jag sagt.

## Filmografi
- 1983 – Carmen (Escamillo)